# Nationalversammlung (Frankreich)
Die Nationalversammlung (französisch Assemblée nationale [a.sɑ̃.ble.na.sjɔ'nal]) ist das Unterhaus (französisch Chambre basse) des französischen Parlaments. Das Oberhaus heißt in Frankreich Senat (französisch Sénat); sie bilden ein Zweikammersystem. Das politische System Frankreichs hat eine starke Exekutive im Rahmen eines semipräsidentiellen Regierungssystems; der Staatspräsident hat mehr Macht als in den meisten anderen westlichen Ländern.

## Erste Nationalversammlung 1789
Am 8. August 1788 berief Ludwig XVI. erstmals nach 174 Jahren für das Revolutionsjahr 1789 die Generalstände (Abgeordnete des Ersten, Zweiten und Dritten Standes) ein. Nach Eröffnung der Versammlung am 5. Mai geschah zunächst nichts, weil der Dritte Stand darauf bestand, die Wahlprüfung, also die Kontrolle, ob alle Abgeordneten rechtmäßig gewählt waren, gemeinsam vorzunehmen, was die Vertreter der beiden anderen Stände verweigerten. Der Dritte Stand war zu keinem Kompromiss bereit, lud aber die Vertreter der anderen Stände ein, an seinen Sitzungen teilzunehmen.
Am 13. Juni folgten drei Geistliche dieser Einladung. Weitere reformwillige Privilegierte schlossen sich in den nächsten Tagen an.
Am 17. Juni erklärten sich 491 gegen 90 Abgeordnete zur Nationalversammlung; sie verstanden sich also nicht mehr als Vertreter ihres Standes, sondern der gesamten französischen Nation.
Damit war die Nationalversammlung eines der ersten modernen, nicht nach Ständen gegliederten Parlamente auf dem europäischen Kontinent. Ihre Hauptaufgabe bestand in der Ausarbeitung einer Verfassung, in der die Machtübernahme durch das Bürgertum festgeschrieben wurde.
Am 26. August 1789 verkündete die Nationalversammlung gegen den Willen des Königs die von Marquis de La Fayette eingebrachte Erklärung der Menschen- und Bürgerrechte und beschloss deren Übernahme in die Verfassung.

## Weitere Geschichte
Seit 1789 heißen die französischen gesetzgebenden (und auch die verfassungsgebenden) Versammlungen häufig Nationalversammlung, so
- die Gesetzgebende Nationalversammlung in der folgenden kurzen konstitutionellen Monarchie 1791–1792,
- der Nationalkonvent (1792–1795),
- die Verfassungs- und Gesetzgebenden Versammlungen der Zweiten Republik 1848–1851,
- das Parlament der Dritten Republik 1871–1940, ab 1876 zweigeteilt in Abgeordnetenkammer und Senat
- die Verfassungsgebenden (und später die gesetzgebenden) Versammlungen der Vierten Republik (1946–1958) sowie
- die gesetzgebende Versammlung der Fünften Republik (1958–heute).

In Anlehnung an den Namen wurde oft auch in anderen Ländern eine verfassungsgebende Versammlung als Nationalversammlung bezeichnet.

## Zusammensetzung

Plenarsaal

### Wahl
Die Abgeordneten der Nationalversammlung werden nach dem romanischen Mehrheitswahlrecht in zwei Wahlgängen für jeweils fünf Jahre gewählt. Wahlberechtigt ist jeder Franzose, der das 18. Lebensjahr vollendet hat, in das Wählerverzeichnis eingetragen ist und dem das Wahlrecht nicht aberkannt wurde. Wählbar ist jeder Franzose, der das 18. Lebensjahr vollendet und, soweit dazu verpflichtet, den Wehr- oder Zivildienst abgeleistet hat. Ihm darf auch das Wahlrecht nicht aberkannt worden sein. Bis einschließlich der Wahl 2007 lag das Mindestalter für die Wählbarkeit bei 23.
Für die Wahl zur Nationalversammlung werden 577 Wahlkreise gebildet, in denen jeweils ein Abgeordneter gewählt wird. Erstmals bei der Wahl 2012 werden dabei Wahlkreise für die im Ausland lebenden Franzosen eingerichtet, wodurch sich die Zahl der auf dem Staatsgebiet gebildeten Wahlkreise verringert. Insgesamt bestehen:
- 556 Wahlkreise im europäischen Frankreich;
- 10 Wahlkreise für die Überseegebiete;
- 11 Wahlkreise für die Auslandsfranzosen.

Die Wahlkreise werden jeweils so gebildet, dass sie innerhalb eines Départements liegen. Je nach Größe umfasst ein Département 2 bis 24 Wahlkreise, ein Wahlkreis umfasst etwa 66.400 Wahlberechtigte. Deutschsprachige Staaten liegen im 6. (Schweiz) oder 7. Wahlkreis der Franzosen im Ausland.
Kandidaten müssen nicht in ihrem Wahlkreis wohnen. Ein Kandidat darf aber nicht in mehr als einem Wahlkreis antreten.
Im ersten Wahlgang ist ein Kandidat gewählt, wenn er die absolute Mehrheit der abgegebenen gültigen Stimmen auf sich vereinigen kann. Die Stimmenzahl muss darüber hinaus mindestens 25 % der im Wählerverzeichnis eingetragenen Wahlberechtigten betragen.
Erhält keiner der Kandidaten eine absolute Mehrheit, so findet ein zweiter Wahlgang statt, bei dem eine relative Mehrheit genügt. Am zweiten Wahlgang dürfen diejenigen Kandidaten teilnehmen, die im ersten Wahlgang mindestens 12,5 % der Stimmberechtigten erreichen konnten, mindestens jedoch die beiden Erstplatzierten des ersten Wahlgangs. Üblich ist, dass sich Parteien, die sich politisch nahestehen, vor dem zweiten Wahlgang auf einen gemeinsamen Kandidaten verständigen, so dass sich oft im zweiten Wahlgang nur zwei (links und bürgerlich-rechts) oder drei Kandidaten (links, bürgerlich-rechts, extrem-rechts) gegenüberstehen; letzteres tritt ein, wenn keine Absprachen zwischen der bürgerlichen und der extremen Rechten (oder zwischen der Linken und der extremen Linken) getroffen werden.
Im Fall einer Stimmengleichheit im zweiten Wahlgang ist der älteste Kandidat unter den Stimmengleichen gewählt.
Bei vermuteten Ordnungswidrigkeiten steht es jedem zu, die Wahl beim Verfassungsrat anzufechten. Dieser kann den Einspruch zurückzuweisen, das Wahlergebnis abändern oder die Wahl für ungültig erklären. Dann muss diese wiederholt werden.
Verstirbt ein Abgeordneter oder ruht das Mandat wegen Übernahme von Funktionen (z. B. Mitgliedschaft in der Regierung), tritt an seine Stelle ein im Wahlvorschlag benannter Vertreter. Erlischt das Mandat aus einem anderen Grund, findet innerhalb von drei Monaten eine Nachwahl statt. Diese unterbleibt in den letzten zwölf Monaten der Legislaturperiode.
Seit 2002 finden die Wahlen zur Präsidentschaft und der Nationalversammlung kurz nacheinander statt. Der Präsident wird seitdem nur noch auf fünf und nicht mehr auf sieben Jahre gewählt. Die Reform sollte diesen mit einer Mehrheit im Parlament ausstatten, um ihn handlungsfähiger zu machen. Zuvor fanden die Wahlen zur Nationalversammlung häufig in der Mitte oder am Ende der Präsidentenamtszeit statt, was dazu führte, dass die Wähler vor allem die Politik des Präsidenten bewerteten. In den 1980er und 90er Jahren musste der Präsident sich oft mit einer absoluten Mehrheit aus einem anderen politischen Lager in der Nationalversammlung auseinandersetzen (Cohabitation). Vom Inkrafttreten der Reform bis zur Wahl 2017 hatte jeder Präsident eine absolute Mehrheit in der Nationalversammlung, doch seit 2022 ist die Partei von Präsident Macron nur noch stärkste Fraktion.

### Abgeordnete
Um Abgeordneter zu werden, muss man mindestens 18 Jahre alt sein und seinen Wehr- oder Zivildienst erfüllt haben. Höhere Beamte sind von der Wahl grundsätzlich ausgeschlossen. Dazu zählen unter anderem: Präfekten in ihren Départements oder Regionen, Unterpräfekten, Richter, Staatsanwälte und Polizeidirektoren auf Ebene der Départements und Generalinspektoren. Die Nichtwählbarkeit erstreckt sich bei Präfekten auch auf drei Jahre und bei Unterpräfekten auf ein Jahr nach Ende ihrer Amtszeit.
Ein Abgeordneter darf nicht zugleich dem Senat, der Regierung, dem Verfassungsrat oder dem Wirtschafts- und Sozialrat angehören oder von der Regierung mit einem Auftrag (mission), der länger als sechs Monate dauert, ausgestattet sein. Auch die Tätigkeit als Défenseur des droits ist mit einer Mitgliedschaft in der Nationalversammlung unvereinbar. Seit 1972 gilt diese Regelung auch für Generaldirektoren von Staatsbetrieben oder Privatunternehmen, die in hohem Maße staatliche Aufträge oder Subventionen erhalten.
Bei einem Eintritt in die Regierung ruht das Mandat des Abgeordneten. In diesem Fall sowie im Falle des Todes, dem Eintritt in den Verfassungsrat, einer Ernennung zum Défenseur des droits oder bei einem Regierungsauftrag von länger als sechs Monaten tritt an die Stelle des Abgeordneten ein bereits bei der Wahl anzugebender Stellvertreter. Endet die Mitgliedschaft in der Regierung, kann ein Abgeordneter sein Mandat einen Monat nach dem Ausscheiden aus der Regierung wiederaufnehmen, der Stellvertreter verliert entsprechend sein Mandat. In allen anderen Fällen ist das Ausscheiden aus der Nationalversammlung für die laufende Wahlperiode endgültig. Scheidet ein Abgeordneter aus einem anderen als den genannten Gründen aus der Nationalversammlung aus, findet innerhalb von drei Monaten eine Nachwahl statt; dies gilt nicht in den letzten zwölf Monaten vor dem Ende der Legislaturperiode.
Seit 1985 können aufgrund eines Organgesetzes (loi organique) Abgeordnete nur noch eingeschränkt Ämter kumulieren. Neben dem Mandat in der Nationalversammlung darf ein Parlamentarier höchstens eines der folgenden Mandate einnehmen: einen Sitz im Europaparlament (seit 2004 ist eine Doppelmitgliedschaft ganz verboten), Regional- oder Generalrat oder Stadtrat von Paris, Bürgermeister einer Gemeinde mit mindestens 20.000 Einwohnern, stellvertretender Bürgermeister einer Gemeinde mit mindestens 100.000 Einwohnern oder Mitglied einer Territorialverwaltung eines überseeischen Gebiets. Innerhalb von 15 Tagen nach der Wahl muss sich ein Abgeordneter entscheiden, welches der Ämter er wahrnehmen will.
Die Wahrnehmung eines weiteren kommunalen oder regionalen Amtes ist häufig. In der Zusammensetzung nach den Wahlen 1993 hielten 267 Abgeordnete das Amt des Bürgermeisters inne, 248 waren Generalräte und weitere 89 Abgeordnete waren Mitglieder in einem Regionalrat. Die starke lokale Verankerung der Abgeordneten begründet sich damit, dass viele Karrieren auf nationaler Ebene im Lokalen beginnen und die Volksvertreter aus diversen Gründen ihre Ämter nicht aufgeben wollen. Darüber hinaus wird das machtpolitische Gewicht eines Abgeordneten durch ein regionales Amt in Paris verstärkt. Da die meisten Franzosen sich wünschen, dass ihr Abgeordneter lokale oder regionale Belange in Paris vertreten soll, werden durch die Wahrnehmung eines lokalen Mandates die Wiederwahlchancen eines Parlamentariers verstärkt.
Bis 2017 konnte jeder Abgeordnete eine Summe von ca. 130.000 Euro, die sogenannte réserve parlementaire (parlamentarische Reserve) nach Belieben für seine politischen Zwecke ausgeben. Da diese Mittel oft benutzt wurden, Freunde und politische Unterstützer zu belohnen, hat Emmanuel Macron sie abgeschafft und durch den Fonds pour le développement de la vie associative (Fonds zur Entwicklung des Gemeinschaftslebens) ersetzt, der nachvollziehbare Zuwendungen verteilt. Im Dezember 2023 haben 300 Abgeordnete die Wiedereinführung der réserve parlementaire verlangt.

### Fraktionen
Die Abgeordneten der Nationalversammlung schließen sich zu Fraktionen zusammen. Dabei muss eine Fraktion mindestens 15 Mitglieder umfassen, die eine gemeinsame politische Grundsatzerklärung beim Präsidenten der Nationalversammlung hinterlegen müssen. Es ist üblich, dass eine Fraktion Abgeordnete verschiedener, sich allerdings nahestehender Parteien umfasst; durch das Mehrheitswahlrecht wären die meisten der in der Nationalversammlung vertretenen Parteien sonst gar nicht in der Lage, eine Fraktion zu bilden. Eine Besonderheit im französischen Parlamentarismus sind die sogenannten Apparentés. Dies sind Abgeordnete, die einer Fraktion nicht angehören (weil sie die Grundsatzerklärung nicht unterzeichnet haben), sich dieser aber zuordnen. Sie werden bei der Vergabe von Ausschusssitzen bei der Fraktion mitgezählt.
| Fraktion | Fraktion                                         | Abk.        | beteiligte Parteien | Mitglieder | Apparentés | Gesamtzahl | Fraktionsvorsitzender |
| -------- | ------------------------------------------------ | ----------- | --- | ---------- | ---------- | ---------- | --------------------- |
|          | Rassemblement National                           | RN          | RN (124), LR–RN (1), Unabh. (1)                                                                                             | 123        | 3          | 126/577    | Marine Le Pen         |
|          | Ensemble pour la République                      | EPR         | RE (94), GNC (1), Tapura (1), PRV (1), LR (1), Unabh. (1)                                                                   | 87         | 12         | 99/577     | Gabriel Attal         |
|          | La France insoumise - Nouveau Front Populaire    | LFI-NFP     | LFI (69), Péyi-A (1), RÉ974 (1), REV (1)                                                                                    | 71         | 1          | 72/577     | Mathilde Panot        |
|          | Socialistes et apparentés                        | SOC         | PS (62), PP (1), EHB (1), PPDG (1), Unabh. (1)                                                                              | 62         | 4          | 66/577     | Boris Vallaud         |
|          | Droite Républicaine                              | DR          | LR (47) | 41         | 6          | 47/577     | Laurent Wauquiez      |
|          | Écologiste et Social                             | ECOS        | EELV (26), Gs (6), LFI (3), GÉ (1), GÉS (1), PD (1)                                                                         | 38         | 0          | 38/577     | Cyrielle Chatelain    |
|          | Les Démocrates                                   | DEM         | MoDem (33), RE (1), RSM (1), Unabh. (1)                                                                                     | 35         | 1          | 36/577     | Marc Fesneau          |
|          | Horizons & Indépendants                          | HOR         | Horizons (24), LR (3), RE (2), UDI (1), AC (1)                                                                              | 26         | 5          | 31/577     | Laurent Marcangeli    |
|          | Libertés, Indépendants, Outre-mer et Territoires | LIOT        | UDI (5), LR (2), PS (2), AHIP (1), AP (1), CON (1), EZ (1), FaC (1), HOR (1), LC (1), PNC (1), PRV (1), RPS (1), Unabh. (2) | 21         | 0          | 21/577     | Stéphane Lenormand    |
|          | Gauche Démocrate et Républicaine                 | GDR         | PCF (8), Pour La Réunion (2), GRS (1), LP (1), MDÉS (1), Péyi-A (1), PLD (1), Tāvini (1), UC (1)                            | 17         | 0          | 17/577     | André Chassaigne      |
|          | À Droite                                         | AD          | LR–RN (16) | 16         | 0          | 16/577     | Éric Ciotti           |
|          | Non inscrit                                      | Non inscrit | LR (2), AC (1), PS (1), RE (1), RN (1), Unabh. (2)                                                                          | 8          | 0          | 8/577      | –                     |

### Präsidium
Das Präsidium der Nationalversammlung besteht aus einem Präsidenten, sechs Vizepräsidenten, drei Quästoren (eine Art Geschäftsführer) und zwölf Schriftführern. Der Präsident wird in der ersten Sitzung nach der Neuwahl der Nationalversammlung für die Dauer der Legislaturperiode in geheimer Wahl gewählt; für die Wahl ist in zwei Wahlgängen die absolute Mehrheit der abgegebenen Stimmen erforderlich, in einem dritten Wahlgang reicht die relative Mehrheit aus. Die weiteren Mitglieder des Präsidiums werden in der zweiten Sitzung der Nationalversammlung nach einer Neuwahl und anschließend jährlich zu Beginn der Sitzungsperiode neu gewählt. Dabei soll für die Mitglieder des Präsidiums ein gemeinsamer Vorschlag der Fraktionsvorsitzenden gefunden werden. Gibt es für die jeweilige Funktion im Präsidium nicht mehr Kandidaten, als Plätze zu vergeben sind, erfolgt keine Wahl, sondern die Kandidaten werden unmittelbar ernannt; im anderen Fall findet ein gemeinsamer Wahlgang für alle Positionen in der jeweiligen Funktion statt; in den ersten beiden Wahlgängen sind jeweils alle Kandidaten gewählt, die die absolute Mehrheit der abgegebenen Stimmen erreicht haben, in einem dritten Wahlgang die Kandidaten mit den meisten Stimmen, bis alle Plätze vergeben sind.
Bis zur Wahl eines Präsidenten amtiert der Alterspräsident als Sitzungsleiter, die sechs jüngsten Abgeordneten als Schriftführer.
| Funktion        | Inhaber                   | Fraktion |
| --------------- | ------------------------- | -------- |
| Präsident       | Yaël Braun-Pivet          | RE       |
| Vizepräsidenten | Valérie Rabault           | SOC      |
| Vizepräsidenten | Élodie Jacquier-Laforge   | DEM      |
| Vizepräsidenten | Naïma Moutchou            | HOR      |
| Vizepräsidenten | Caroline Fiat             | FI       |
| Vizepräsidenten | Sébastien Chenu           | RN       |
| Vizepräsidenten | Hélène Laporte            | RN       |
| Quästoren       | Brigitte Klinkert         | EPR      |
| Quästoren       | Éric Ciotti               | LR       |
| Quästoren       | Éric Woerth               | RE       |
| Sekretäre       | Christophe Blanchet       | DEM      |
| Sekretäre       | Soumya Bourouaha          | GDR      |
| Sekretäre       | Yannick Favennec-Bécot    | HOR      |
| Sekretäre       | Philippe Gosselin         | LR       |
| Sekretäre       | Caroline Janvier          | RE       |
| Sekretäre       | Hubert Julien-Laferrière  | ECO      |
| Sekretäre       | Pierre Morel-À-L’Huissier | LIOT     |
| Sekretäre       | Danièle Obono             | FI       |
| Sekretäre       | Claire Pitollat           | RE       |
| Sekretäre       | Rémy Rebeyrotte           | RE       |
| Sekretäre       | Jean Terlier              | RE       |
| Sekretäre       | Laurence Vichnievsky      | DEM      |

### Ausschüsse
In der Nationalversammlung bestehen acht ständige Ausschüsse. Daneben können durch Antrag der Regierung oder durch einen Beschluss der Nationalversammlung Sonderausschüsse eingerichtet werden. Die Ausschüsse werden durch die Fraktionen proportional nach deren Größe besetzt. Den ständigen Ausschüssen gehören auch fraktionslose Abgeordnete an, wobei hier die ältesten Bewerber für die Mitgliedschaft benannt werden.
Als ständige Ausschüsse bestehen:
1. Ausschuss für Kultur und Bildung (Commission des affaires culturelles et de l’éducation)
2. Ausschuss für Wirtschaft (Commission des affaires économiques)
3. Ausschuss für auswärtige Angelegenheiten (Commission des affaires étrangères)
4. Ausschuss für Soziales (Commission des affaires sociales)
5. Ausschuss für Verteidigung und Militär (Commission de la défense nationale et des forces armées)
6. Ausschuss für nachhaltige Entwicklung und Raumplanung (Commission du développement durable et de l’aménagement du territoire)
7. Ausschuss für Finanzen, Wirtschaft und Haushaltskontrolle (Commission des finances, de l’économie générale et du contrôle budgétaire)
8. Ausschuss für Verfassung, Gesetzgebung und Verwaltung (Commission des lois constitutionnelles, de la législation et de l’administration générale de la République)

## Die Nationalversammlung als Teil der Gesetzgebung
Die Gesetze werden in Frankreich vom Parlament beschlossen. Der Gesetzgebungsbereich – festgelegt in Artikel 34 der französischen Verfassung – umfasst folgende Sachgebiete:
- die öffentlichen Freiheiten

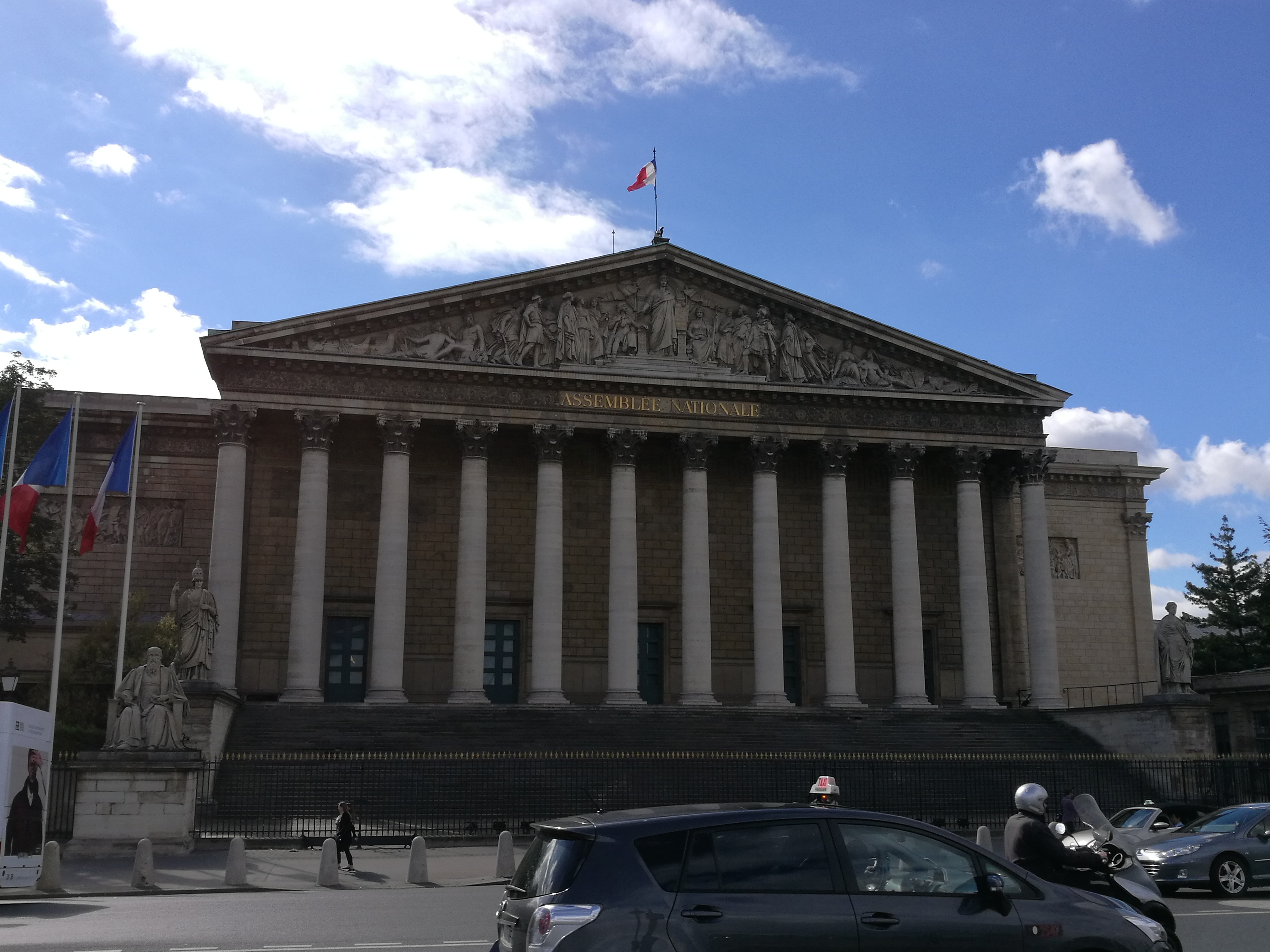
Assemblée Nationale

- Festlegung von Verbrechen und Vergehen
- Erhebung von Steuern
- Haushaltsrecht
- nationale Verteidigung
- Verwaltung der Gebietskörperschaften
- Unterrichtswesen
- Eigentumsrecht
- Arbeitsrecht
- Finanzierung der Sozialversicherung

Im Jahr 1996 wurde der Gesetzgebungsbereich um den letzten Aspekt erweitert.
Die anderen Gebiete fallen in die Zuständigkeit der Regierung, da sie lediglich Verordnungscharakter besitzen. Um die Abgrenzung des Gesetzgebungs- und des Verordnungsbereiches kümmert sich der Verfassungs- bzw. der Staatsrat (Conseil d’État).

### Zuständigkeit bei internationalen Verträgen
Die Nationalversammlung prüft vor allem Gesetzentwürfe, die zur Ratifizierung von internationalen Verträgen notwendig werden. Ausgehandelt werden sie vom Französischen Staatspräsidenten. Dies sind:
- Friedensverträge
- Handelsverträge
- Verträge über die Staatsfinanzen
- Verträge über den Personenstand
- Verträge über die Änderung von Rechtsbestimmungen

Diese Verträge können erst in Kraft treten, wenn sie von der Nationalversammlung ratifiziert wurden. Somit kontrolliert die Legislative den Staatspräsidenten.
Seit Oktober 1974 kann eine Minderheit von mindestens 60 Abgeordneten den Verfassungsrat anrufen, um ein Gesetz auf seine Verfassungsmäßigkeit prüfen zu lassen. Vorher war dies nur dem Staatspräsidenten, dem Premierminister oder den Präsidenten der beiden legislativen Kammern möglich. In der Praxis macht der Staatspräsident davon am häufigsten Gebrauch.
Ebenfalls gibt es seit 1992 eine Verpflichtung seitens der Regierung, der Nationalversammlung und dem Senat die Entwürfe und Vorschläge bezüglich der Angelegenheiten der Europäischen Union, die Gesetzescharakter haben, unmittelbar zuzuleiten.

### Verfassungsänderung
Für eine Verfassungsänderung muss es neben der Zustimmung der Nationalversammlung auch eine Zustimmung des Senates geben. Am Ende bedarf eine Verfassungsänderung jedoch noch der Ratifizierung durch das Volk, bzw. im Falle eines Entwurfes auf Beschluss des Staatspräsidenten durch den Kongress des Parlaments (eine gemeinsame Tagung von Nationalversammlung und Senat). Beim letzten Fall ist jedoch eine Hürde von drei Fünftel der abgegebenen Stimmen festgelegt.

## Das Gesetzgebungsverfahren

### Gesetzesinitiative
Das Recht auf eine Gesetzesinitiative liegt sowohl bei der Regierung als auch bei den Abgeordneten bzw. Senatoren. Bei der Regierung nennt man sie Gesetzentwürfe (projets de loi), bei den Abgeordneten Gesetzesvorschläge (proposition de loi). Jeder Abgeordnete hat das Recht, einen Gesetzesvorschlag einzubringen – jedoch wird dieser vor der Veröffentlichung vom Präsidium auf den Artikel 40 der französischen Verfassung geprüft, wonach es bei diesem Gesetz keine Erhöhung der Ausgaben und keine Verringerung der Einnahmen des Staates geben darf.

### Ausschussberatungen
Im zweiten Schritt wird der Gesetzentwurf – bzw. der Gesetzesvorschlag – zur sachlichen Beratung an einen der acht ständigen Ausschüsse weitergeleitet. In seltenen Fällen wird ein Sonderausschuss gebildet. Des Weiteren können andere ständige Ausschüsse des Parlamentes, die nicht mit dem Entwurf bzw. dem Vorschlag betraut wurden, eingreifen.
In jedem Ausschuss wird ein so genannter Berichterstatter (rapporteur) eingesetzt, der nach Prüfung des Textes den Kollegen einen Berichtsentwurf oder eine Stellungnahme mit seinen Schlussfolgerungen vorlegt. Nach einer Beratung nimmt der Ausschuss in der Regel den Bericht oder die Stellungnahme an, wobei es meist noch zu Änderungsanträgen kommt.

### Lesungen
Nach Beschluss des Berichts im Ausschuss folgt die Debatte im Plenum. Die Abgeordneten müssen zunächst über jeden einzelnen Artikel und über die Zusatzanträge abstimmen. Danach folgt die Abstimmung über den gesamten Text. Der verabschiedete Entwurf wird an die andere Kammer überwiesen, wo das gleiche Verfahren abläuft. Damit das Gesetz rechtskräftig und durch den Präsidenten verkündet werden kann, muss es von beiden Kammern im gleichen Wortlaut verabschiedet werden (Pendelverfahren oder „navette“).

## Kleiderordnung
Laut dem Artikel 9 der „Allgemeinen Vorschrift“ der Nationalversammlung muss die Bekleidung der Abgeordneten während der Sitzung „neutral“ sein und einer „Stadtkleidung“ ähneln. Sie darf nicht dazu dienen, irgendeine Meinung auszudrücken. Das Tragen religiöser Zeichen, Logos oder politischer Slogans sowie von Uniformen ist ausdrücklich untersagt. Seit November 2022 ist das Tragen eines Jacketts bei den Herren Pflicht, die Krawatte ist optional. Das Tragen von Shorts oder Bermuda-Shorts ist nicht gestattet, da diese nicht der vorgeschriebenen Stadtkleidung entsprechen. Eine Ausnahme bildet traditionelle Kleidung wie der Männerrock Lavalava des Abgeordneten Moetai Brotherson aus Französisch-Polynesien.

## Sitz

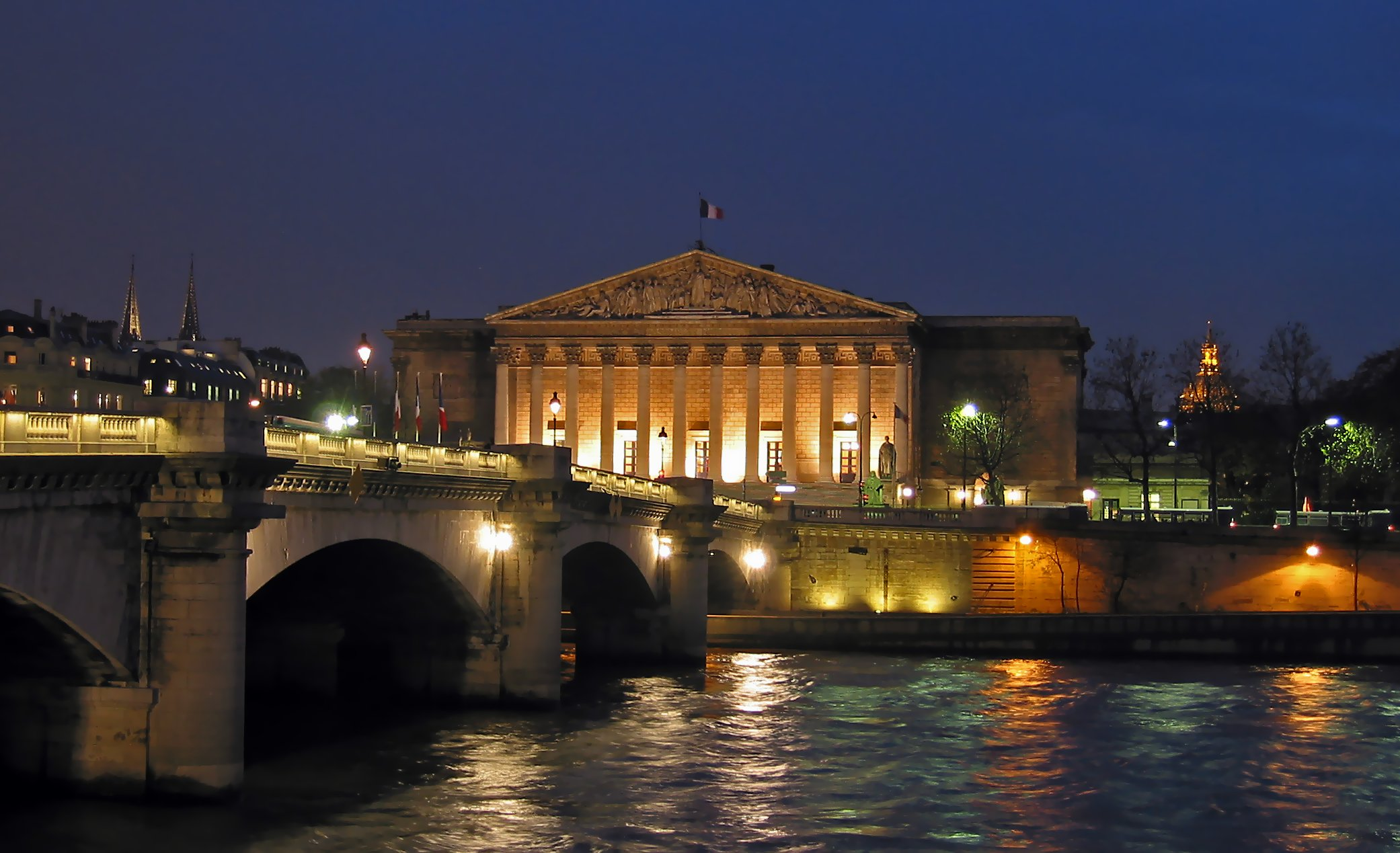
Palais Bourbon (Sitz der Nationalversammlung)

Der Sitz des Parlaments ist Paris. Das Palais Bourbon (erbaut 1722) liegt am linken Ufer der Seine mit Blick Richtung Place de la Concorde zwischen Außenministerium und Verteidigungsministerium: Assemblée Nationale, 126, rue de l’Université, 75355 Paris.
Siehe auch: Liste der Mitglieder der Nationalversammlung der 12. Wahlperiode (Frankreich), Liste der Mitglieder der Nationalversammlung der 13. Wahlperiode (Frankreich), Liste der Mitglieder der Nationalversammlung der 14. Wahlperiode (Frankreich) und Liste der Mitglieder der Nationalversammlung der 15. Wahlperiode (Frankreich)